# Keizer-System
Das Keizer-System ist eine Organisationsmethode u. a. für Schachturniere. Es wurde Ende der 1950er Jahre vom Niederländer J. H. Keizer entwickelt. Ein zentrales Merkmal besteht darin, dass nicht alle Spieler zu allen Runden anwesend sein müssen. Dies ist oft bei Vereinsmeisterschaften der Fall, wenn die Runden nicht zusammenhängend z. B. an einem Wochenende ausgetragen werden, sondern verteilt über einen längeren Zeitraum (oft eine Runde pro Woche über n Wochen verteilt).
Zwei wesentlich bekanntere Methoden zur Turnierorganisation sind das Schweizer System und vollrundig Jeder gegen Jeden. Beide setzen aber implizit voraus, dass die Teilnehmer zumindest halbwegs zuverlässig teilnehmen. Beim Schweizer System bspw. kann die nächste Runde erst ausgelost werden, wenn alle Ergebnisse der letzten Runde feststehen.
Weitere Merkmale sind einfache Regeln für die Auslosung, eine komplizierte Berechnung des Tabellenstandes (Software erforderlich) und die Ermittlung des Tabellenstandes anhand der Keizer-Wertungspunkte statt der Partiepunkte (ermittelt aus Siegen und Remisen).

## Die Methode in Grundzügen
- Die Auslosung erfolgt direkt vor Rundenbeginn anhand der anwesenden Spieler
- Paarungen zwischen denselben Spielern können optional mehrfach vorkommen
- Jeder Spieler hat einen Wertungs-Punktestand ("Keizer-Punkte"), der den Tabellenrang bestimmt
- Man spielt gegen Partner mit möglichst ähnlichem Tabellenstand
- Ein Sieg oder remis erhöht den eigenen Punktestand deutlich
- Auch abwesende Spieler bekommen Punkte gutgeschrieben

Der letzte Punkt ist im Grunde ein "Abwesenheitsremis", der Punktezuwachs dabei geringer als bei einem echten, gespielten remis.

## Regeln für die Paarungen
- Der Tabellenstand wird nach Keizer-Wertungspunkten absteigend sortiert (bei Gleichheit ist das Rating weiteres Kriterium)
- Die aktuelle Tabelle wird von oben nach unten durchlaufen: von den Anwesenden spielt der am besten platzierte gegen den zweitbesten platzierten, 3-4 usw.
- Es spielen alle anwesenden Teilnehmer; bei ungerader Anzahl gibt es ein Freilos
- Farbverteilung erfolgt "fair" – Weiß bekommt, wer es seltener hatte
- Wenn beide gleich oft Weiß hatten, bekommt es der in der Tabelle hinten liegende
- Anders als z. B. beim Schweizer System ist dreimal dieselbe Farbe hintereinander erlaubt
- Bei ungeraden Spielern bekommt der am schlechtesten platzierte anwesende Spieler Freilos

## Berechnung der Keizer-Wertungspunkte
- Der Tabellenstand wird ermittelt
- Die Spieler bekommen Rangpunkte zugeordnet: der 1. Platz die höchste Zahl, der 2. einen Punkt weniger, der 3. zwei Punkte weniger usw.; die Punktzahl für den 1. Platz wird so gewählt, dass der erste ungefähr das Dreifache des Letzten bekommt (bei z. B. 6 Teilnehmern 7 Punkte für den 1., 6 für den 2. usw. bis 2 Punkten für den 6.)
- Auf die Rangpunkte wird jetzt je nach Partieergebnissen aufaddiert: für jeden Sieg die aktuellen Rangpunkte des Gegners, für jedes Remis die Hälfte der Rangpunkte des Gegners, bei einer Niederlage 0.
- Außerdem werden Boni aufaddiert: nicht gespielte Runden werden wie ein remis gegen sich selbst gewertet, man bekommt die Hälfte seiner eigenen Rangpunkte (i. d. R. verringert um einem vorher festgelegten Faktor, um Aussetzen weniger attraktiv zu machen).
- Die Berechnung läuft iterativ durch alle Runden: der erste Tabellenstand wird anhand des Ratings gebildet, dann die Partieergebnisse der ersten Runde bewertet und aufaddiert. Das ergibt einen neuen Tabellenstand, aufgrund dessen die Rangpunkte neu vergeben werden. Dann werden die ersten beiden Runden neu bewertet, ergibt neuen Tabellenstand usw.